# Osiedle Chemików
Osiedle, Osiedle Chemików – największe osiedle w Oświęcimiu, posiadające 190 bloków mieszkalnych. 
Pierwsze ceglane bloki zostały wybudowane przez niemieckich okupantów podczas II wojny światowej dla kadry kierowniczej zakładów chemicznych. Zabudowę tę nazywano do lat 50. XX wieku Kolonią A. Następnie powstała na wschodzie Kolonia B jako typowe dla PRL-u blokowisko z wielkiej płyty. W latach 60. nazywano je Pekinem.
W 1983 powstała parafia św. Maksymiliana Męczennika w Oświęcimiu.
Na południu osiedla dominują bloki 2-piętrowe, natomiast na północy bloki 4-piętrowe. Dla tego osiedla charakterystyczne są bloki budowane w starym budownictwie, wyróżniają się one gzymsami, innymi zdobieniami oraz dachówkowym skośnym dachem. W zachodniej części osiedla znajdują się bloki i wieżowce 10-piętrowe, tzw. s-centrum. Na tym osiedlu znajduje się Oświęcimskie Centrum Kultury (w skrócie OCK) i kościół św. Maksymiliana.

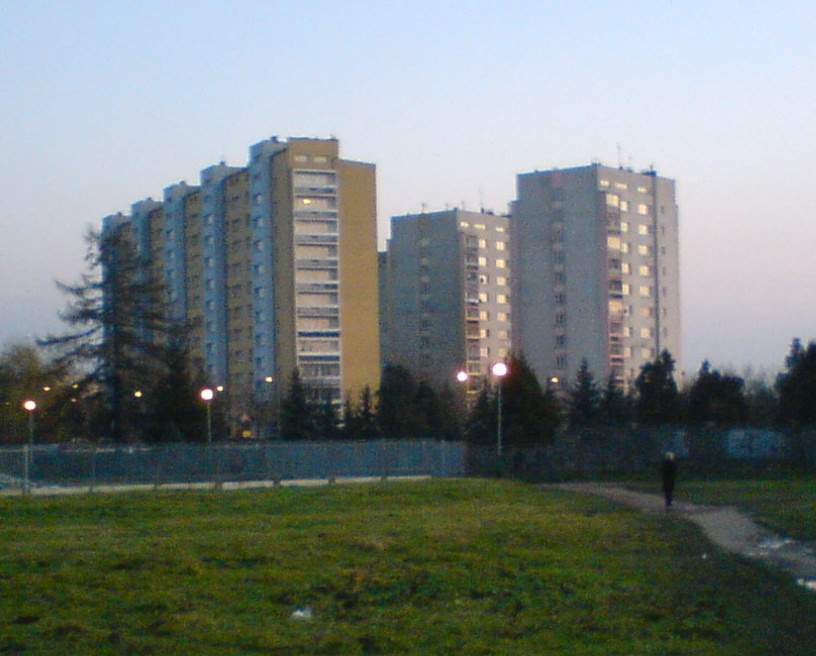
osiedle chemików s-centrum